# Saint-Remy-en-Bouzemont-Saint-Genest-et-Isson

Saint-Remy-en-Bouzemont-Saint-Genest-et-Isson este o comună în departamentul Marne, Franța. În 2009 avea o populație de 588 de locuitori.